# Emploi
Pour les articles homonymes, voir Emploi (homonymie).
 (mai 2016).
Un emploi, en économie, consiste à utiliser des personnes actives de la population à des activités économiques. Il s'agit souvent d'un contrat passé entre deux parties, l’employeur et le salarié, pour la réalisation d’un travail contre une rémunération, par l’exercice d'une profession, ou bien pour un travailleur indépendant, la réalisation de multiples contrats implicites ou explicites dans le cadre de l’exercice d’une profession. Une personne bénévole n'occupe pas un emploi au sens strict du terme.

## Définition
Il existe plusieurs définitions du concept d'emploi. Par exemple le BIT et l'INSEE n'utilisent pas la même définition.
La notion d'emploi est souvent associée avec celle de salariat. En réalité la rémunération peut tout aussi bien prendre la forme :
- d'un traitement, si l'employeur est une personne publique ;
- d'un salaire, si l'employeur est une personne morale ou physique autre que le travailleur ;
- d'honoraires pour les professions libérales les plus classiques. Dans ce cas, il convient de déduire les frais pour obtenir le revenu ;
- de cachets pour les artistes non mensualisés ;
- de piges pour les journalistes non mensualisés (pigistes) ;
- de droits d'auteurs pour les écrivains ;
- de prélèvement sur les résultats de l'entreprise, pour les autres professions indépendantes (artisan, commerçant, exploitant agricole, profession libérale récentes…) qui établiront alors des factures.

Au niveau macroéconomique, l'emploi représente l’ensemble du travail fourni au sein d’une économie nationale, par l’ensemble de la population active qui n’est pas au chômage. L’emploi peut être dans le secteur public ou dans le secteur privé, il peut être subventionné par les pouvoirs publics.
Le fonctionnement et la situation du marché du travail national ou local peuvent être évalués au moyen du taux d'emploi et du taux de chômage.
Dans le jargon de la GPEC, un emploi est un ensemble de tâches et de compétences sous-jacentes, qui permettent de contribuer à l'activité de l'entreprise. Un emploi se décline en postes de travail inscrits (ou non) à l'organigramme de l'entreprise, occupés (ou non) par des employés qui ont les capacités nécessaires pour occuper l'emploi.
Au sens comptable, qu'il s'agisse de comptabilité nationale ou de comptabilité d'entreprise, l'emploi désigne le fait d'affecter des ressources à une utilisation donnée.

## Nouvelles formes d’emploi
Au cours des dernières décennies, le marché du travail a connu d’importantes mutations, avec l’apparition de nouvelles formes d’emploi. Ces évolutions sont notamment liées à la transformation numérique, à la mondialisation et aux changements dans les attentes des travailleurs.
- Le télétravail et le travail hybride : Avec le développement des outils numériques et la pandémie de COVID-19, de nombreuses entreprises ont adopté le télétravail à temps partiel ou total, modifiant ainsi la relation traditionnelle au bureau.
- L’essor du travail indépendant et des plateformes : Le nombre de travailleurs indépendants a fortement augmenté, notamment grâce aux plateformes de freelancing (Malt, Upwork, Fiverr). Cette tendance concerne des secteurs variés comme la communication, le graphisme, la programmation et le conseil.
- Le portage salarial : Une solution intermédiaire entre salariat et indépendance qui permet à des professionnels autonomes de bénéficier d’une protection sociale similaire à celle des salariés tout en conservant leur autonomie.
- Les contrats courts et atypiques : L’essor des CDD, du travail intérimaire et des contrats de mission reflète la recherche de flexibilité des entreprises.
- Les "Bullshit jobs" : Popularisé par David Graeber, ce concept désigne des emplois considérés comme inutiles ou sans réelle valeur ajoutée par ceux qui les exercent, soulevant des questions sur le sens du travail.

## Création et destruction d'emplois
Les emplois sont fréquemment détruits et créés. Des emplois sont détruits lorsqu'une entité diminue ses effectifs ; un emploi est créé lorsqu'une entité augmente ses effectifs. Par exemple, en France en 2005, on estime à 10 000 le nombre d'emplois créés et le nombre d'emplois détruits chaque jour. La notion de création (ou de destruction) d'emplois est à distinguer de la création de postes.
Pour créer un emploi, l'entreprise justifie qu'elle a besoin d'une personne supplémentaire pour accroissement de travail existant, pour création de nouveaux postes de travail ou pour remplacer quelqu'un qui est promu à un autre poste.
Pour supprimer un emploi, plusieurs raisons sont avancées, comme le manque de rentabilité de l'emploi ou les difficultés financières de l'entreprise. Il arrive également que la raison soit lié à des motivations actionnariales, ou des mesures d'économie.
Pour augmenter la quantité d'emplois, il est parfois proposé de recourir au partage du temps de travail, proposition critiquée en particulier par les libéraux mais aussi par un certain nombre d'économistes (Sophisme d'une masse fixe de travail).

## En France

### Droit à l'emploi
Le droit d'obtenir un emploi est reconnu par la Constitution de 1958, par l'intermédiaire de son préambule, qui fait référence au préambule de la Constitution de 1946 :
« Chacun a le devoir de travailler et le droit d'obtenir un emploi. Nul ne peut être lésé, dans son travail ou son emploi, en raison de ses origines, de ses opinions ou de ses croyances. »

### Statistiques
La répartition des emplois en France en 2010 par secteur d'activité :
- Agriculture, sylviculture et pêche (2,9 %)
- Industrie (14 %)
- Services (75,5 %)
- Bâtiments et travaux publics (BTP) (7,1 %)
- Non renseigné (0,5 %)

En France, au 31 décembre 2005, 24,9 millions de personnes ont un emploi. Parmi eux, 18 millions sont des emplois dans le secteur privé et 5,2 millions sont des emplois de fonctionnaires. Par ailleurs, il existe 125 000 emplois aidés, 712 000 emplois dans les entreprises publiques, et 848 000 emplois dans des organismes publics divers.[non pertinent]
En 2015, il existe 1,8 million d'emplois dans des entreprises étrangères implantées en France. Alors que les 28 100 entreprises se trouvaient sous le contrôle de ﬁrmes multinationales étrangères en France soit moins de 1 % des entreprises en France dans les secteurs marchands non agricoles et non financiers elles emploient 11 % des effectifs des entreprises présentes sur le sol français. En 2013, ce sont les grands pays occidentaux qui sont les plus gros employeurs : États-Unis 400 000 salariés devant l’Allemagne 312 000, le Royaume-Uni 190 000 et la Suisse 150 000.